# Alwernia
Alwernia je město v jižním Polsku v Malopolském vojvodství v okrese Chrzanów. Nachází se přibližně 30 kilometrů západně od Krakova v Krakovsko-Čenstochovské pahorkatině. V roce 2024 zde žilo 3 232 obyvatel. Městem protéká řeka Regulanka.

## Název
Název Alwernia je odvozen od italského horského středisko s poustevnou zvané La Verna (latinsky Alvernia) v Toskánsku, kde působil František z Assisi.

## Historie
Zakladatelem Alwernie byl Krzysztof Koryciński, kastelán z Wojnicze, majitel vsi Poręba Żegoty. Na své pouti do Itálie navštívil různá tamní svatá místa včetně Assisi, odkud se vydal do italské poustevny zvané Alverno na řece Arno v Toskánsku. Při pozorování této františkánské poustevny a jejího hornatého okolí si Koryciński všiml, že krajina připomíná jeho pozemek ve vsi. Po návratu do Poręby v roce 1616 daroval bernardýnům zalesněnou horu Podskale v západní části obce Poręba Żegoty. Na tomto kopci se Koryciński rozhodl založit klášter a kostel po vzoru italské poustevny. Při realizaci projektu pomáhali Piotr z Poznaně, známý jako Poznański, a Krzysztof Scipio del Campo. V témže roce byl postaven dřevěný klášter s kaplí. O devět let později byla postavena zděná sakristie a 3. února 1627 byl podepsán zakládací akt o obci. Dále začala stavba dřevěného kostela sv. Františka, který měl dva boční oltáře a existoval až do roku 1661. Stavba zděného kláštera začala v roce 1625 a o pět let později byl zděný kostel postaven díky úsilí syna zakladatele Alwernie Jana Stanisława Korycińského. K vysvěcení kostela došlo krakovským biskupem Andrzejem Trzebickim došlo v roce 1660.
Klášter v Alwernii má mnoho památek, mezi nimiž je i obraz Ecce Homo. Do kostela byl umístěn v roce 1686. V letech 1703–1708 byla pro obraz postavena přímo zvláštní kaple.
Po vymření rodu Korycińských se Alwernia spolu s panským areálem stala majetkem rodu Schwarzenberg-Czerny a v 18. století od nich tyto majetky odkoupila rodina Szembeků. Ti byli vlastníky těchto nemovitostí až do počátku 20. století.

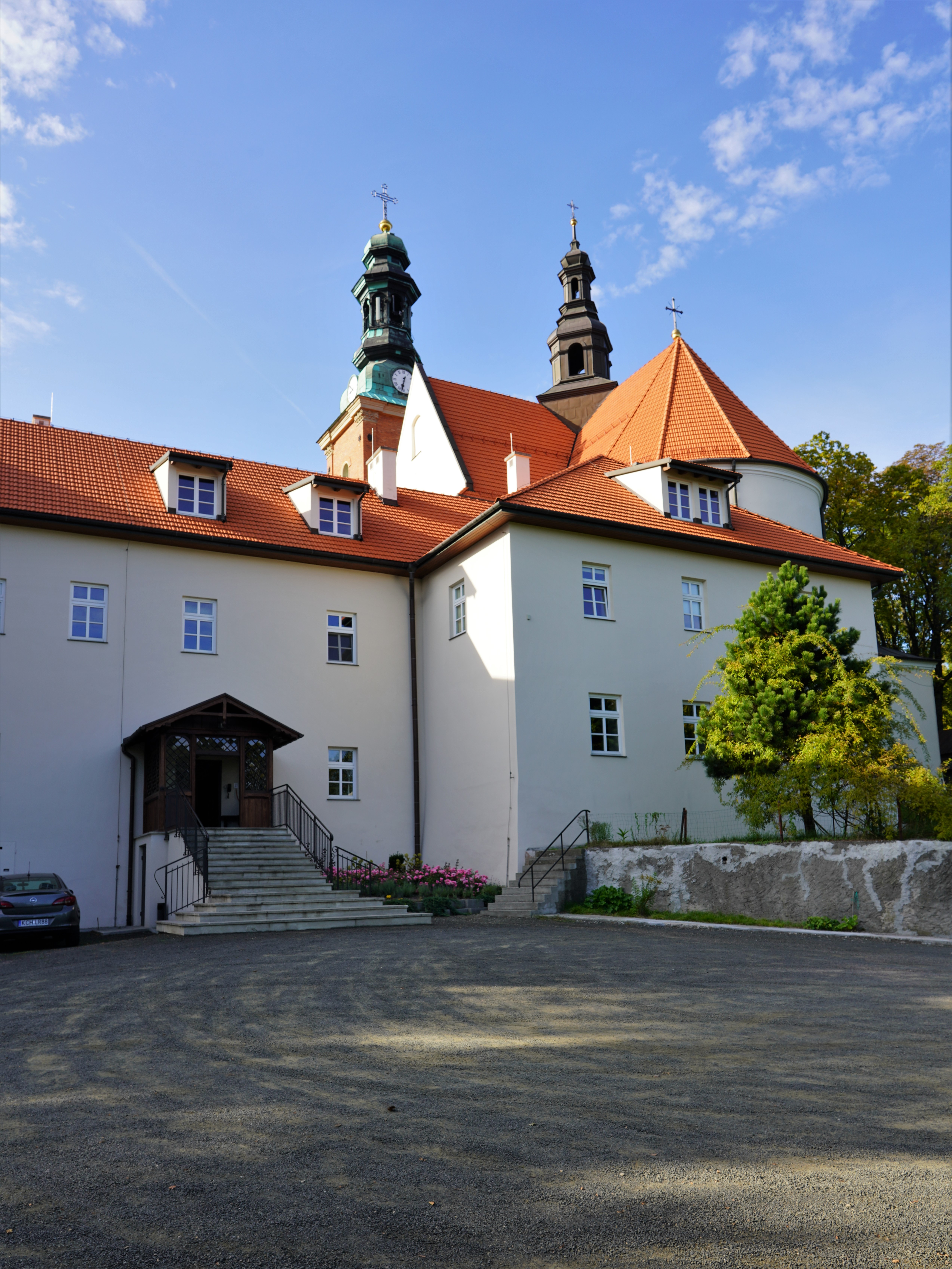
Klášter Alwernia - dům opata

Pod klášterem se postupně rozvinula osada, která v roce 1776 na základě privilegia uděleného králem Stanisławem Augustem Poniatowskim na žádost svého komorníka Aleksandra Szembeka, tehdejšího dědice těchto statků, získala právo pořádat trh. Toto privilegium činilo 12 jarmarků ročně za předpokladu, že se v okruhu tří mil nemohly konat žádné jiné jarmarky, kromě měst, která již podobnou výsadu měla. Tyto trhy se zpočátku konaly první čtvrtek v měsíci, později byly pořádány každou třetí středu. V roce 1796 pak byla Alwernia poprvé zmíněna jako malé obchodní a správní centrum.
6. května 1862 byla v Alwernii otevřena včelařská škola. V roce 1899 byl zahájen provoz na  železniční trati z Trzebinie do Wadowic, která byla zrušena v roce 2002.
Po první světové válce byla Alwernia uznána jako lázeňské středisko. V roce 1941 Němci z kláštera vyhnali bernardýny a proměnili jej ve vězení a Feldgericht (stanný soud). Mniši se do kláštera vrátili až po druhé světové válce. V dubnu 1943 se v klášteře ukrýval Witold Pilecki - zakladatel polské protinacistické skupiny Tajná polská armáda.
V noci z 3. na 4. listopadu 1944 se rozjela sabotážní skupina z jednotky lidové armády pojmenovaná po Ludwik Waryński provedl vojenskou akci v chemických závodech „Alwernia“.
V letech 1975–1998 město administrativně patřilo do Krakovského vojvodství.
Městská práva Alwernia znovu získala v roce 1993, ale od roku 1845 Alwernia používala městskou pečeť oválného tvaru, velikosti dnešní mince, na níž byl vyobrazen kostel s vysokou věží a dvěma borovicemi po stranách, kolem dokola nápis „Kolonia Alwernia“ a datum 1845. V roce 1903 zapsaly rakouské úřady Alwernii do rejstříku měst.
Na přelomu let 1923/1924 byla v Alwernii spuštěna soukromá chemická továrna. Po 2. světové válce připadla do vlastnictví státu, přičemž se často měnil její název. Konečné znění názvu pochází z roku 1978: Zakłady Chemiczne "Alwernia" a po restrukturalizaci a investicích do výrobní linky byl závod vyřazen ze seznamu největších znečišťovatelů v Polsku. Na konci 70. let 20. století bylo postaveno sídliště Chemiků, zpočátku využíváno pouze pro zaměstnance těchto závodů. Dnes závod produkuje především sloučeniny fosforu a chromu.
V roce 2004 se ve městě natáčel film Alwernia režiséra Konrada Szołajského. Inspirací pro dokument byla divadelní tvorba polských umělců Andrzeje Grabowského a Mikołaje Grabowského.
V noci z 6. na 7. března 2011 v areálu kláštera Bernardýnů vypukl požár, který zcela pohltil střechu nad obytným domem mnichů a velkou část kostela. Menší věž dokonce zcela vyhořela. Díky zásahu hasičů se oheň však nedostal dovnitř klášter. Od té doby probíhají usilovné rekonstrukce budov kláštera, které se blíží k úspěšnému závěru.[kdy?]

## Pamětihodnosti a turistické atrakce

### Pamětihodnosti
Předměty zapsané v registru nemovitých památek Malopolského vojvodství v Alwernii jsou následující:
- Architektonický a prostorový celek celého města
- Klášterní komplex Bernardýnů a s ním přilehlý kostel sv. Františka
- Kaple sv. Floriána
- Dřevěný dům z roku 1823 stojící na náměstí č.p. 15
- Dřevěný dům se zahradou z roku 1791 na náměstí č.p. 24.

### Turistické atrakce
- Nejstarší hasičské muzeum v Polsku
- Vodní nádrž Skowronek
- Pozůstatky železničního mostu na úzkorozchodné železniční trati na jih od města

Krajinné hodnoty oblasti okolo města ocenil již její zakladatel, což podnítilo jeho zájem založit zde klášter. O kráse Alwernie se psalo již v průvodcích z počátku 19. století:
Na vysoké hoře pokryté temným lesem, v osamělém a divokém útočišti vhodném ke svatým meditacím, stojí v Polsku kostel a klášter tzv. Bernardýnů. Toto místo dostalo jméno Alwernia, podle oblasti ležící na řece Arno v Toskánsku, památného obydlí S. Francise, zákonodárce mnichů, kteří zde žili. Zakladatelem tohoto kostela a kláštera byl na počátku 17. století Krzysztof Koryciński, kastelán z Wojnicze, starosta města Gniewko, muž, který se zasloužil o vlast, a jehož mrtvola byla po jeho smrti uložena v tomto skromném kostele k roku 1636. Z apartmánů tohoto kláštera lze říci, že výhled na Halič je jedním z nejkrásnějších v celém Polsku, zvláště když slunce šíří své světlo po celých Karpatech se třpytí na svých zasněžených vrcholcích. Tento pohled přenesl na plátno Jan Głowacki, obyvatel Krakova, štětcem věrně napodobujícím krásy přírody; toto dílo nejen rozmnožilo jeho slavné krajiny, ale vyznačovalo se mezi nimi dokonalostí a dávalo na vědomí, že talent tohoto umělce se mohl odvážit poskytnout i tento pohled.

## Doprava

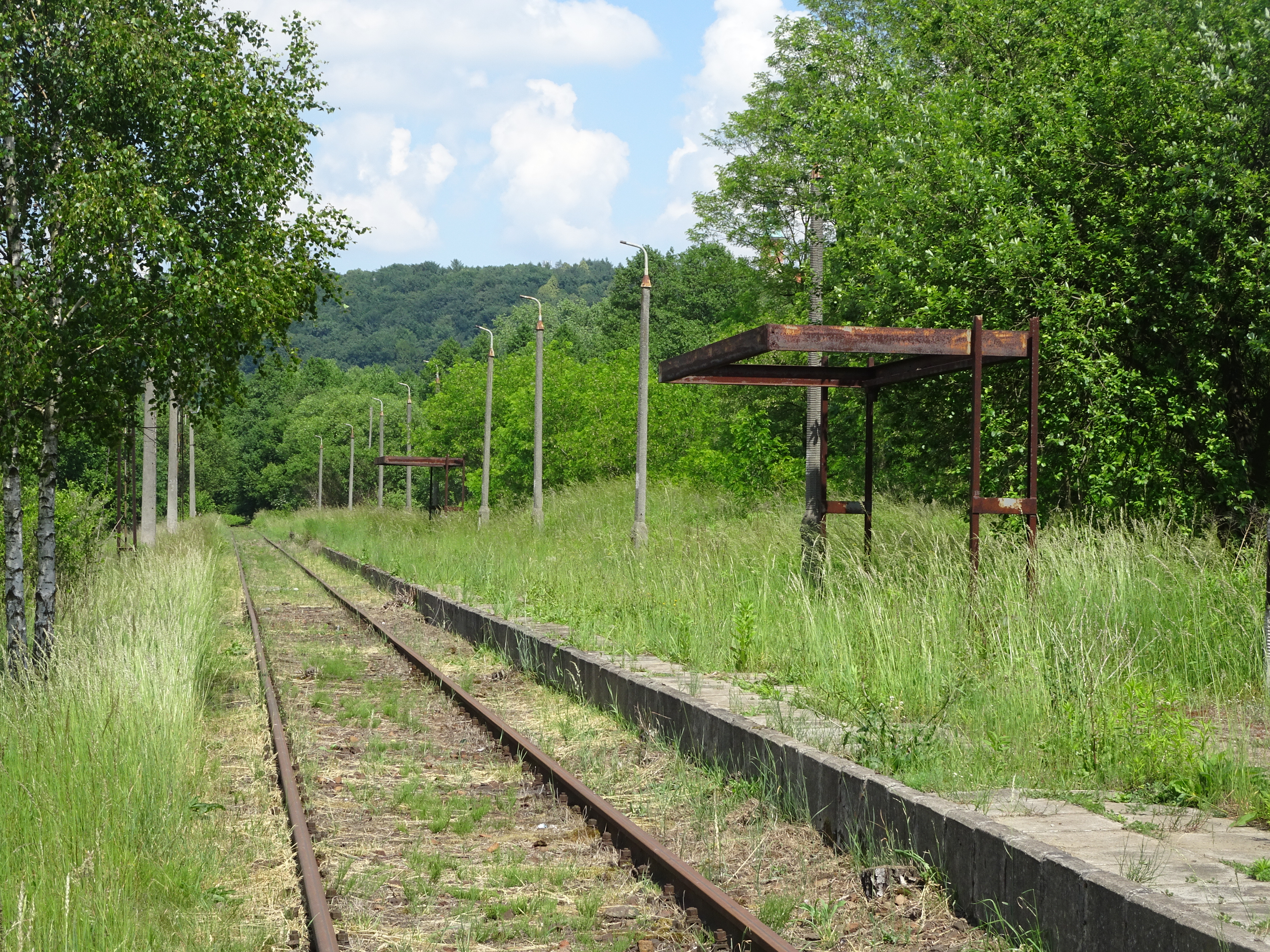
Železniční zastávka

Město samotné se nachází v poměrně odloučenější lokalitě, co se významnějších silničních tahů týče. Významnější silnicí je zemská silnice II/780, která prochází okolo centra města a která je meziměstskou spojnicí Krakova a Osvětimi. Zároveň též prochází přilehlou Rudniańskou chráněnou krajinnou oblastí. Na sever od města nicméně probíhá dálnice A4. V nedaleké obci Grojec (cca 4 kilometry severně) se pak nachází nejbližší napojení na tuto silnici. 
Soukromé autobusové spojení je zavedno do Krakova, Chrzanówa, Osvětimi a Krzeszowic, k dispozici je 6 autobusových zastávek. Město mělo též železniční zastávku na trati 103 z Trzebinie do Wadowic, která je nepoužívaná od října roku 2002. Drážní těleso je v současné době[kdy?] jižně od města poškozeno a v provozu je na trati již jen jediný úsek u Spytkowic pro vlečku.

## Partnerská města
- Évron, Francie [10]
- Hošča, Ukrajina[11]

## Galerie

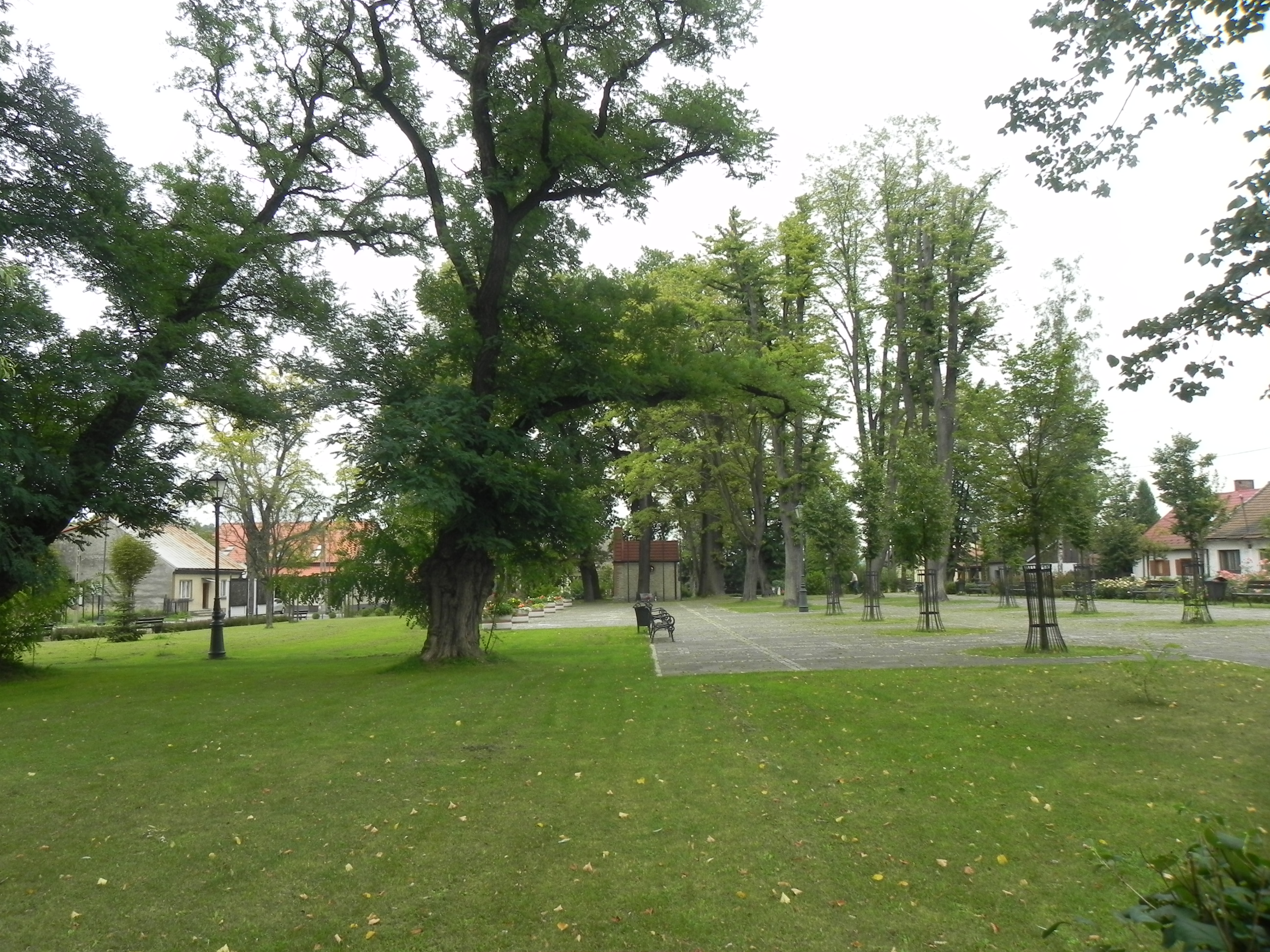
Park na náměstí
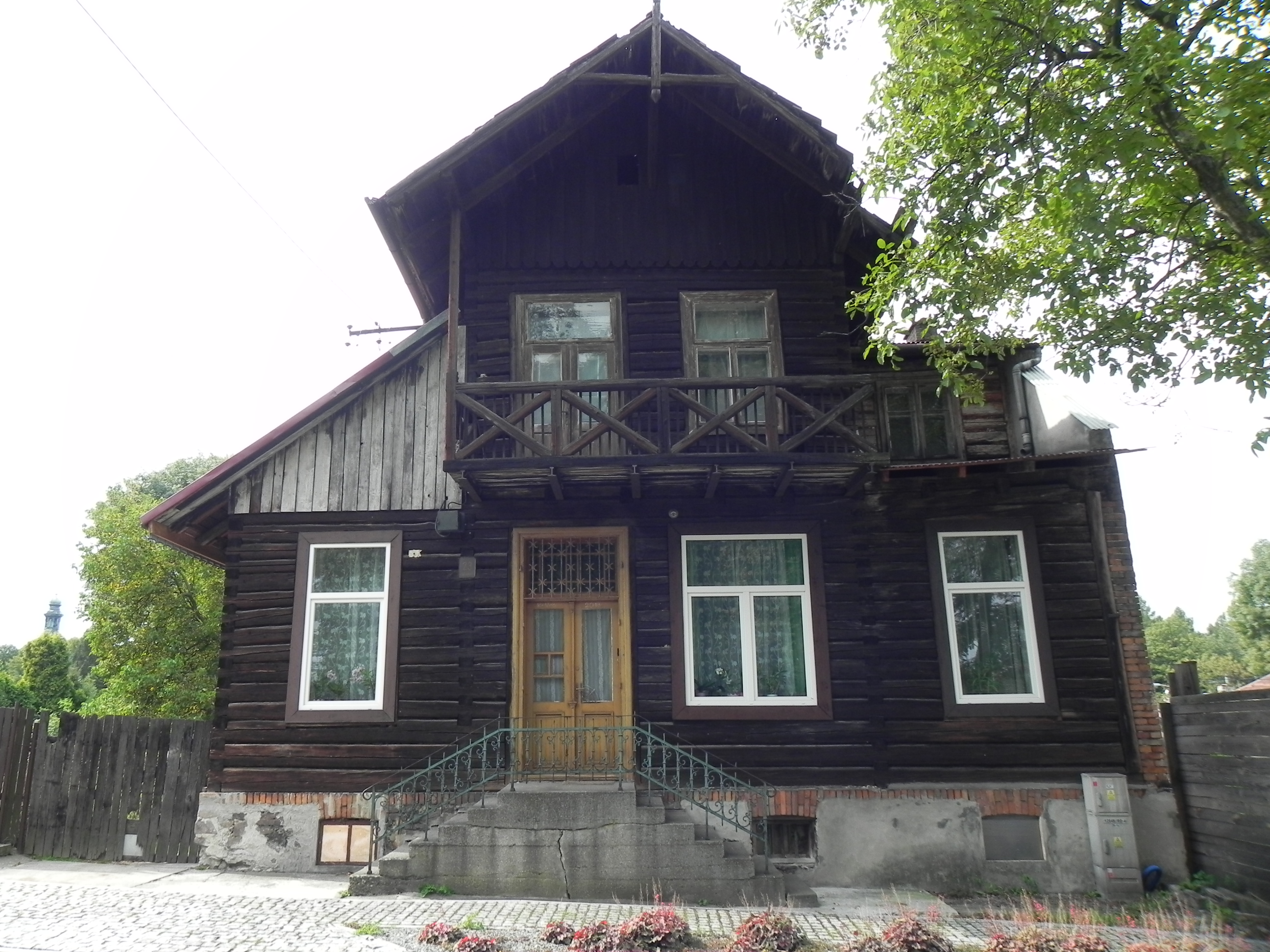
Jeden z chráněných dřevěných domů
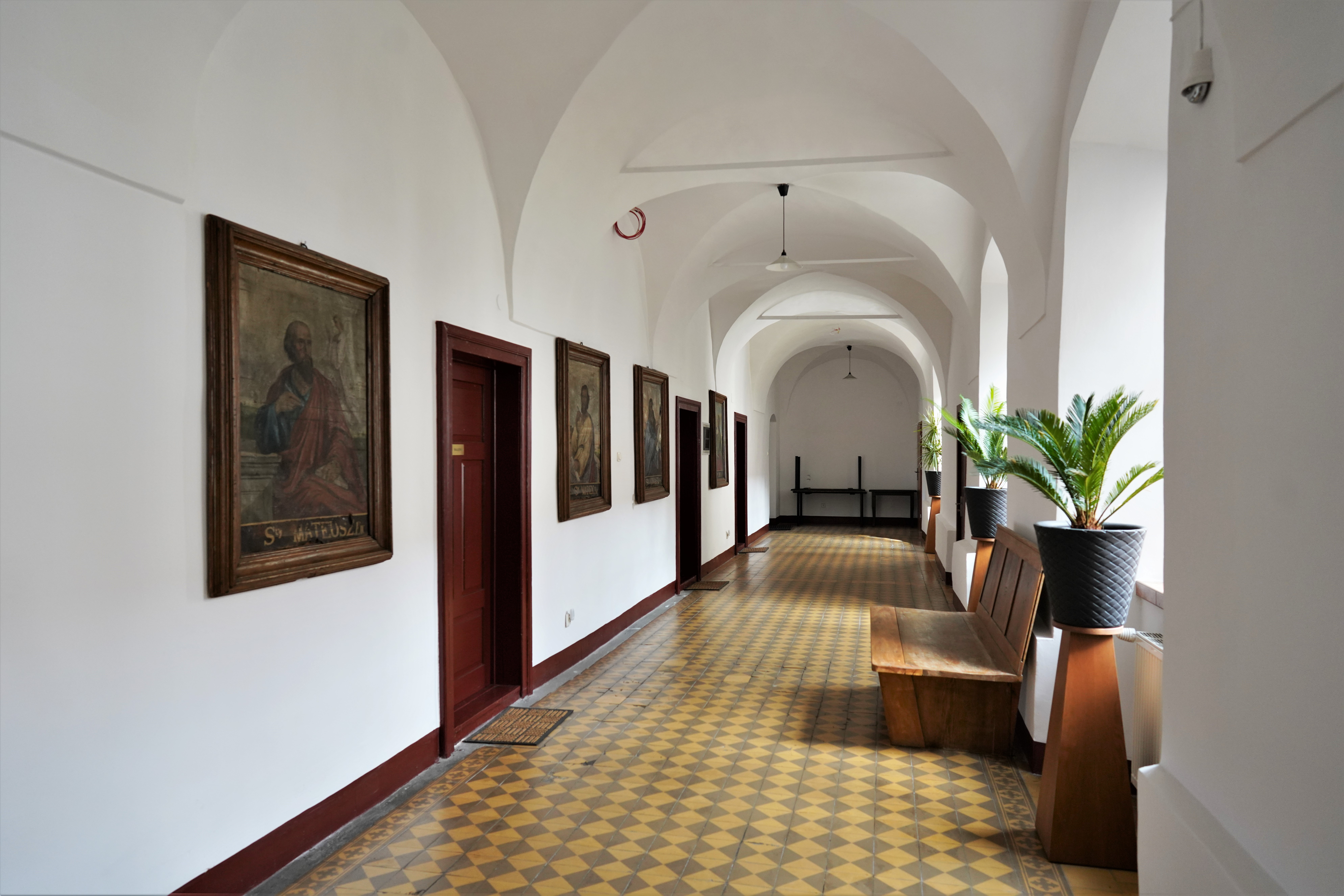
Interiéry kláštera
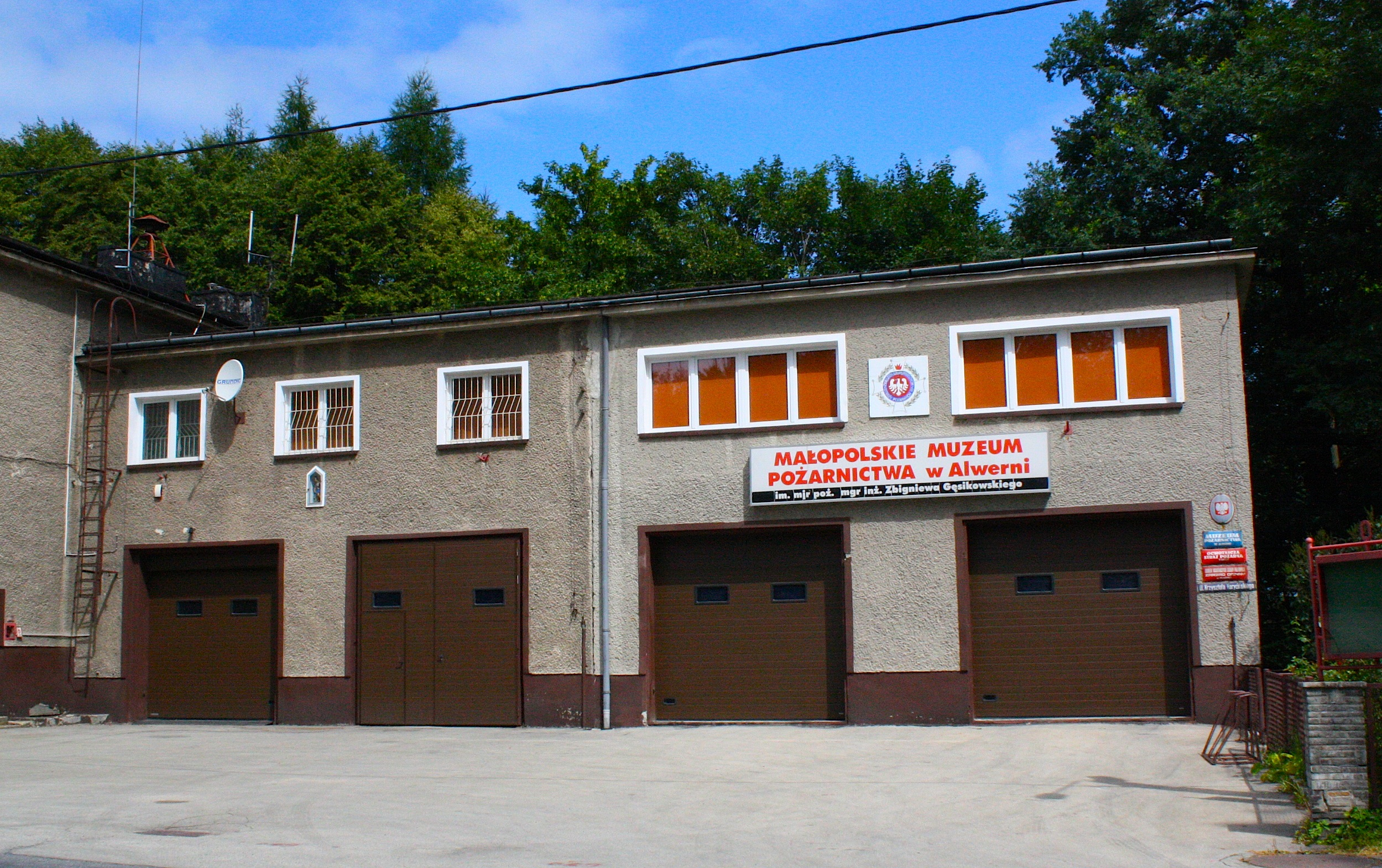
Hasičské muzeum
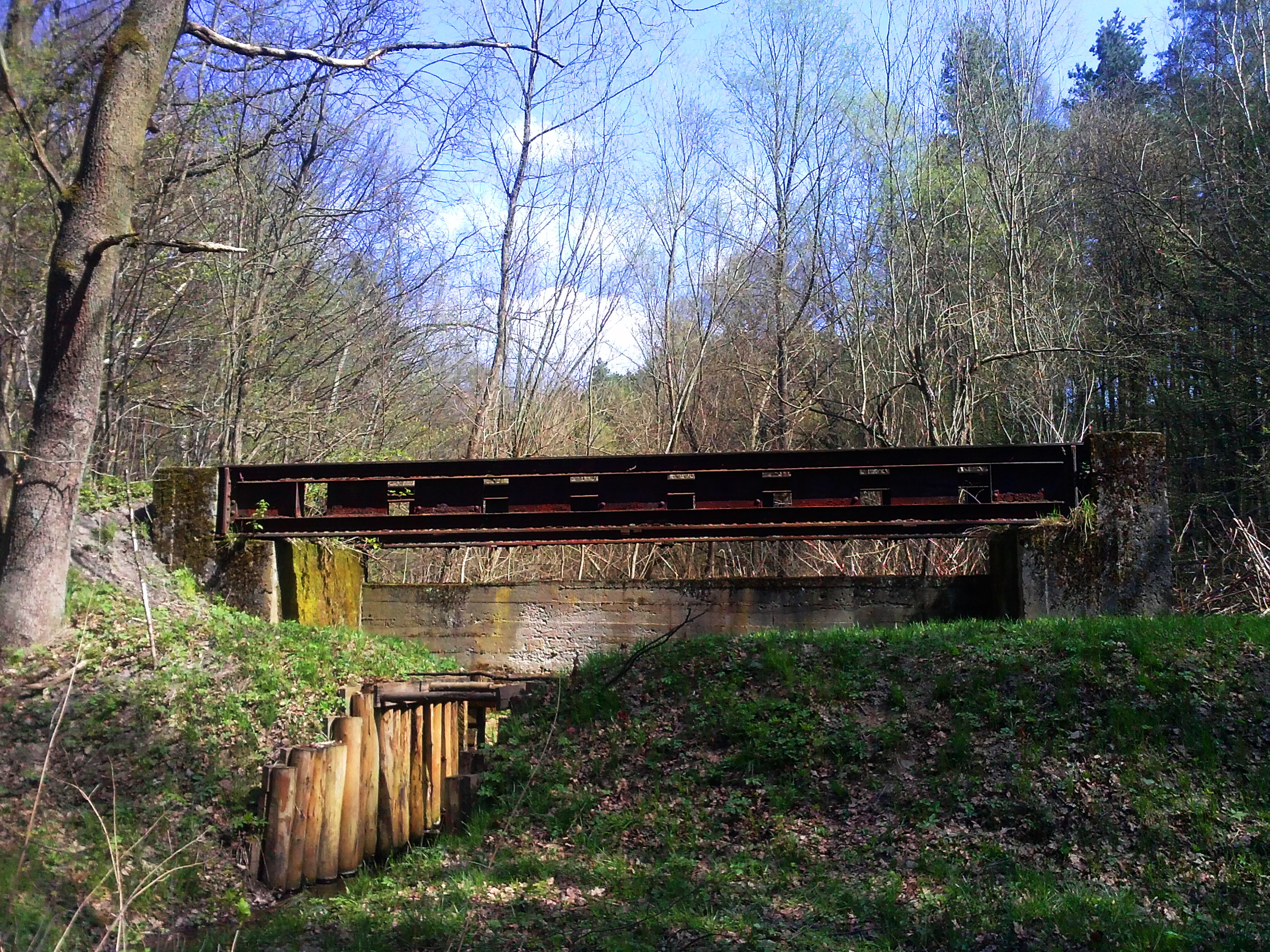
Bývalý most na úzkorozchodné trati